# Cooperstown (Wisconsin)
Cooperstown – miasto w Stanach Zjednoczonych, w stanie Wisconsin, w hrabstwie Manitowoc.